# Siamanto
Atom Yarjanian (en armenio:  ԱԱտոմ Եարճանեան), alias Siamanto (en armenio: Սիամանթո) fue un poeta armenio nacido en 1878 y asesinado en 1915 tras ser deportado con otros intelectuales el 24 de abril de ese año durante el genocidio armenio.
Nacido en el seño de una familia de clase media alta, en 1891 se establecieron en Constantinopla donde prosiguió sus estudios antes de ir a Egipto y más tarde a la Sorbona en 1897.
De París se mudó a Ginebra donde publicó en la revista Droshak  relacionada con el movimiento de liberación armenio. En esta ciudad enfermó de neumonía. 
Más tarde vivió en París, Ginebra y Zúrich y regresó a Constantinopla en 1909 tras la proclamación de la constitución otomana.
Trabajó en 1910 en la publicación Hairenik en Estados Unidos y en 1913 visitó Tiflis y otras importantes localizaciones de la zona como el Monte Ararat antes de su encausamiento de 1915.

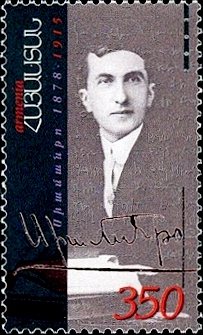
Sello en homenaje a Siamanto de 2003.

## Obra traducida
- Bloody news from my friend. Poems by Siamanto, tradujo Peter Balakian y Nevart Yaghlian. Wayne State University Press, Detroit 1996, ISBN 0-8143-2640-4.

- [PRAYER-Armenian-Poetry-XIX-XX-ebook/dp/B00AJVBT4G/ref=sr_1_4?s=books&ie=UTF8&qid=1357507159&sr=1-4&keywords=siamanto Traducido en verso, al inglés por Alice Stone Blackwell]